# Yaya Gulelena Debre Liban
Yaya Gulelena Debre Liban är ett distrikt i Etiopien.   Det ligger i regionen Oromia, i den centrala delen av landet, 50 km norr om huvudstaden Addis Abeba.